# Индуизм в Афганистане
Индуизм в Афганистане исповедует менее 1 % населения, многие индуисты бежали в другие страны из-за преследований со стороны Талибана.

## История
Исповедование индуизма в Афганистане началось в ведийский период, когда население страны разделяло общую культуру с Индией. Индуизм практиковался наряду с буддизмом и зороастризмом. Махабхарата упоминает о короле Шакуни который был правителем области Кандагар в Афганистане. В Кушанском царстве поклонялись индуистским богам, а также Будде и местным божествам.
Население индуистов в Афганистане в 1990 году, по оценкам, насчитывало около 200 000 человек. Основные этнические группы в Афганистане, которые практикуют индуизм, это пенджабцы и синдхи которые приехали в качестве торговцев за последние несколько веков. Наряду с сикхами, они все вместе известны в Афганистане под названием Хиндки. Афганские индуисты проживают в городах Кабул и Кандагар. Лойя-джирга имеет два места отведённые для индуистов.

## Преследования
Во время режима талибов, который правил страной с 1996 и до конца 2001 года, индуисты были вынуждены носить жёлтые опознавательные знаки в общественных местах, тем самым идентифицировать себя как не-мусульман. Носивших эти метки не наказывали за игнорирование молитв в мечетях. Индуистские женщины были вынуждены носить паранджу, чтобы защититься от преследований и дискриминации. Это было частью плана талибов отделить «неисламское» и «идолопоклонническое» сообщество от исламского.
Данный указ талибов был осуждён индийским и американским правительствами как нарушение свободы вероисповедания. Широкие акции протеста против режима талибов прошли в индийском городе Бхопале. В Соединённых Штатах, Абрахам Фоксман, председатель Антидиффамационной лиги, сравнил данный указ с практикой нацистской Германии, где евреи были обязаны носить метки, указывающие на их национальность. Несколько влиятельных законодателей в Соединённых Штатах стали носить жёлтые значки с надписью «Я — индус!», в знак своей солидарности с индуистским меньшинством в Афганистане.
Индийский аналитик Рахул Банерджи отметил, что это уже не первый случай, когда индуисты были ущемлены на государственном уровне в Афганистане. Насилие в отношении индуистов вызвало быстрое сокращение индуистского населения за последние годы. С 1990-х годов, многие афганские индуисты начали бежать из страны, ища убежище в таких странах, как Индия, Германия и США.